# Теодор Кайзер
Теодор Кайзер (нім. Theodor Kaiser; 15 червня 1918, Реклінґгаузен — ?) — німецький пілот, лейтенант люфтваффе (грудень 1944).

## Біографія
Всього за час бойових дій Кайзер здобув 22 перемоги: першу — 16 травня 1942 року, останню — 12 грудня 1944.
17 грудня 1944 року був поранений в повітряному бою під час Арденнського наступу і госпіталізований.

## Нагороди
- Нагрудний знак пілота
- Залізний хрест 2-го і 1-го класу
- Почесний Кубок Люфтваффе (30 квітня 1943) — як унтер-офіцер 1-ї ескадрильї 1-ї групи 3-ї винищувальної ескадри «Удет».
- Нагрудний знак «За поранення»
- Авіаційна планка винищувача